# Ganna Siukalo
Ganna Siukalo (Kiev, 12 de setembro de 1976) é uma ex-handebolista profissional ucraniana, medalhista olímpica.
Ganna Siukalo fez parte do elenco da medalha de bronze inédita da equipe ucraniana, em Atenas 2004.